# Acanthocladiella albescens
Acanthocladiella albescens là một loài Rêu trong họ Sematophyllaceae. Loài này được (P. de la Varde) H. Rob. & C.F. Reed mô tả khoa học đầu tiên năm 1966.